# آرامگاه اردشیر سوم
آرامگاه منسوب به اردشیر سوم در پارسه در شمال شرقی «چاه سنگی» و در مقابل «صد ستون» در ارتفاع ۴۰ متری در دل سنگ کنده شده‌است. این بنا مشتمل است بر یک اتاق دو ستونی و در جنب آن یک ایوان با دو ستون در غرب و صندوق‌خانه‌هایی در شمال و جنوب و نیز تالاری ۴ ستونی با یک اتاق جنبی در شمال. همة این‌ها را بر سکویی چند پله‌ای بنا کرده‌اند که از سنگ‌های بزرگ و کوچک درست شده و و سنگ‌هایش را بدون ملاط به هم چسبانیده‌اند. نمای آرامگاه به تقلید از آرامگاه داریوش بزرگ در نقش رستم پرداخته شده است.

## نگارخانه

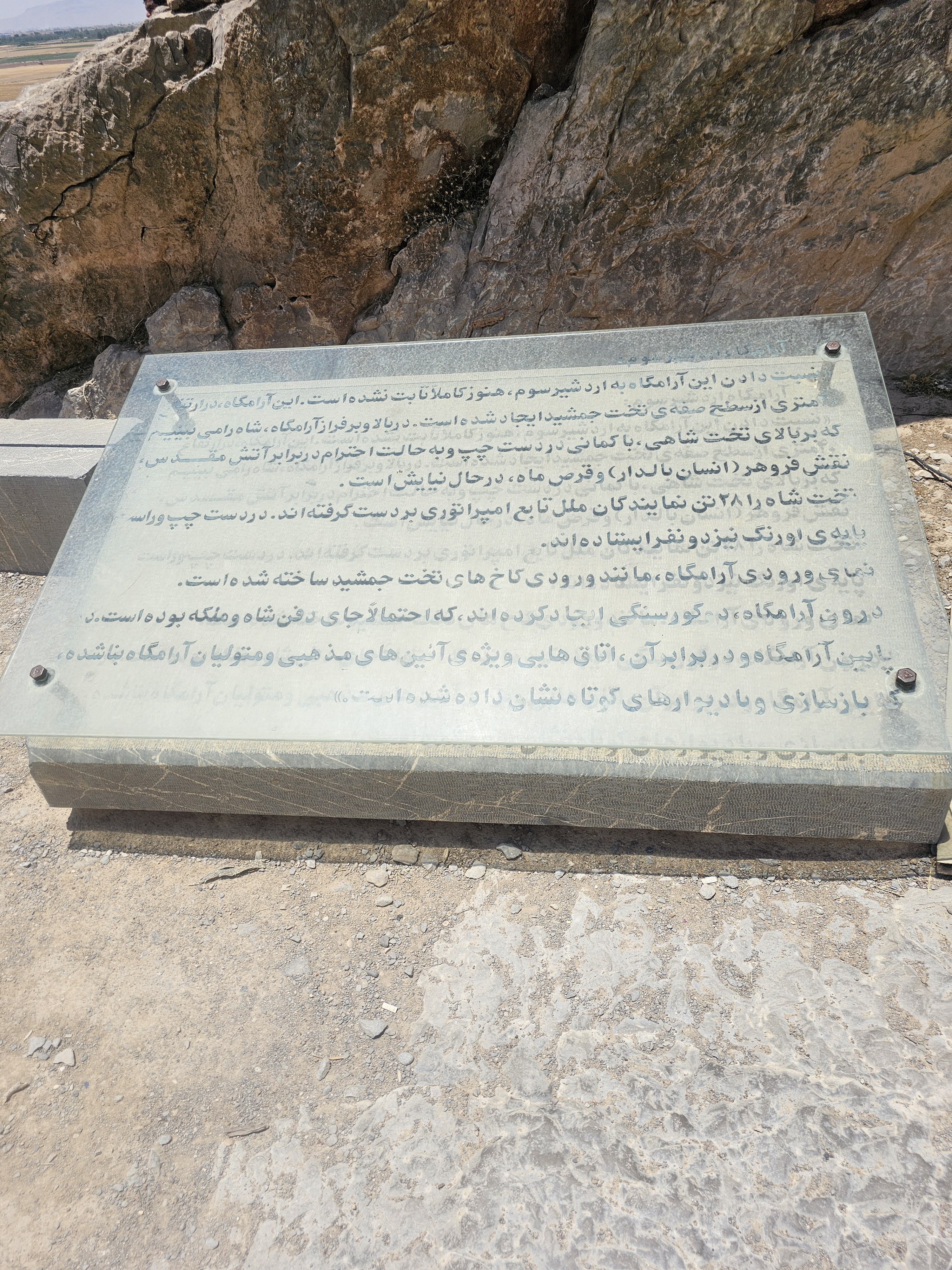
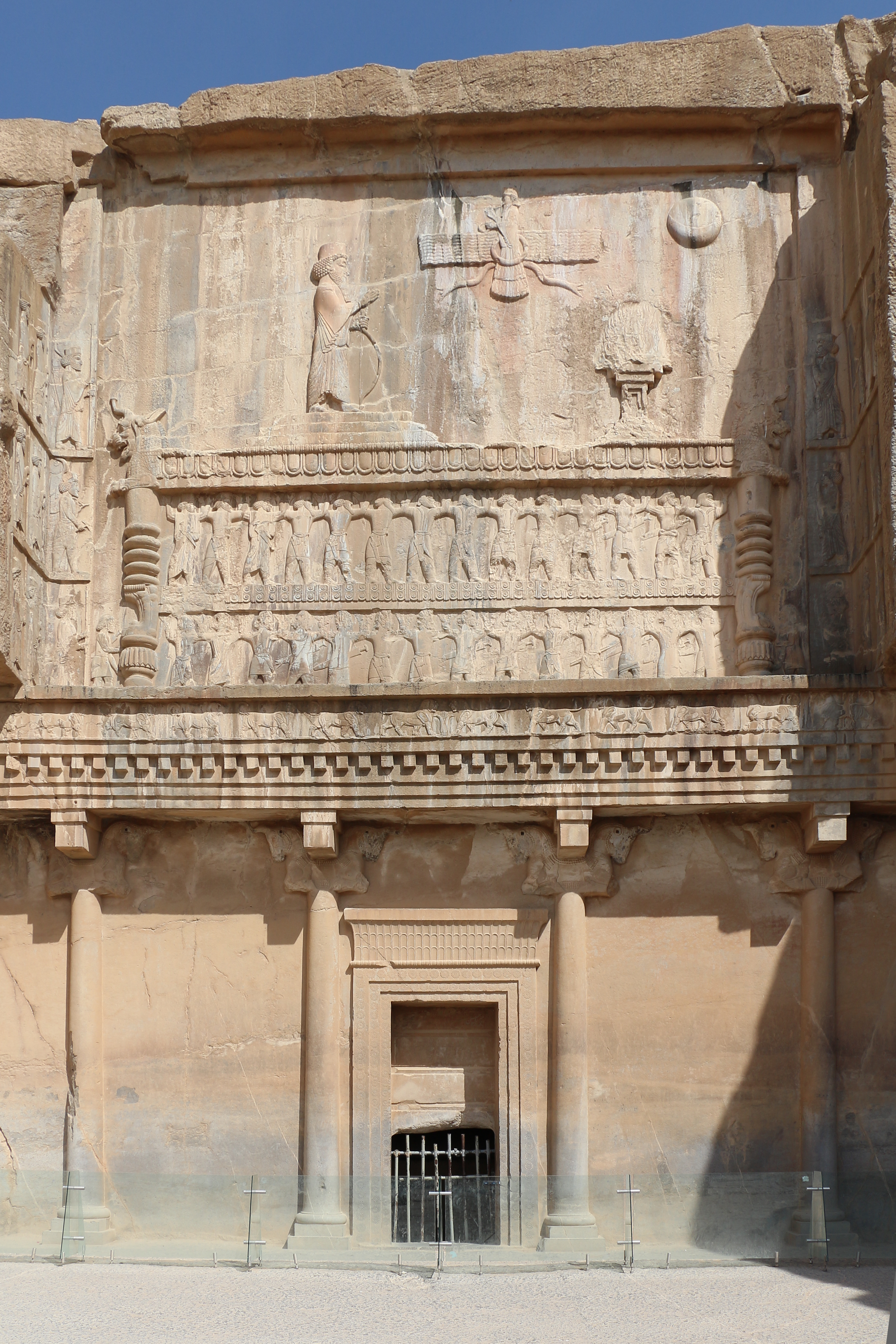
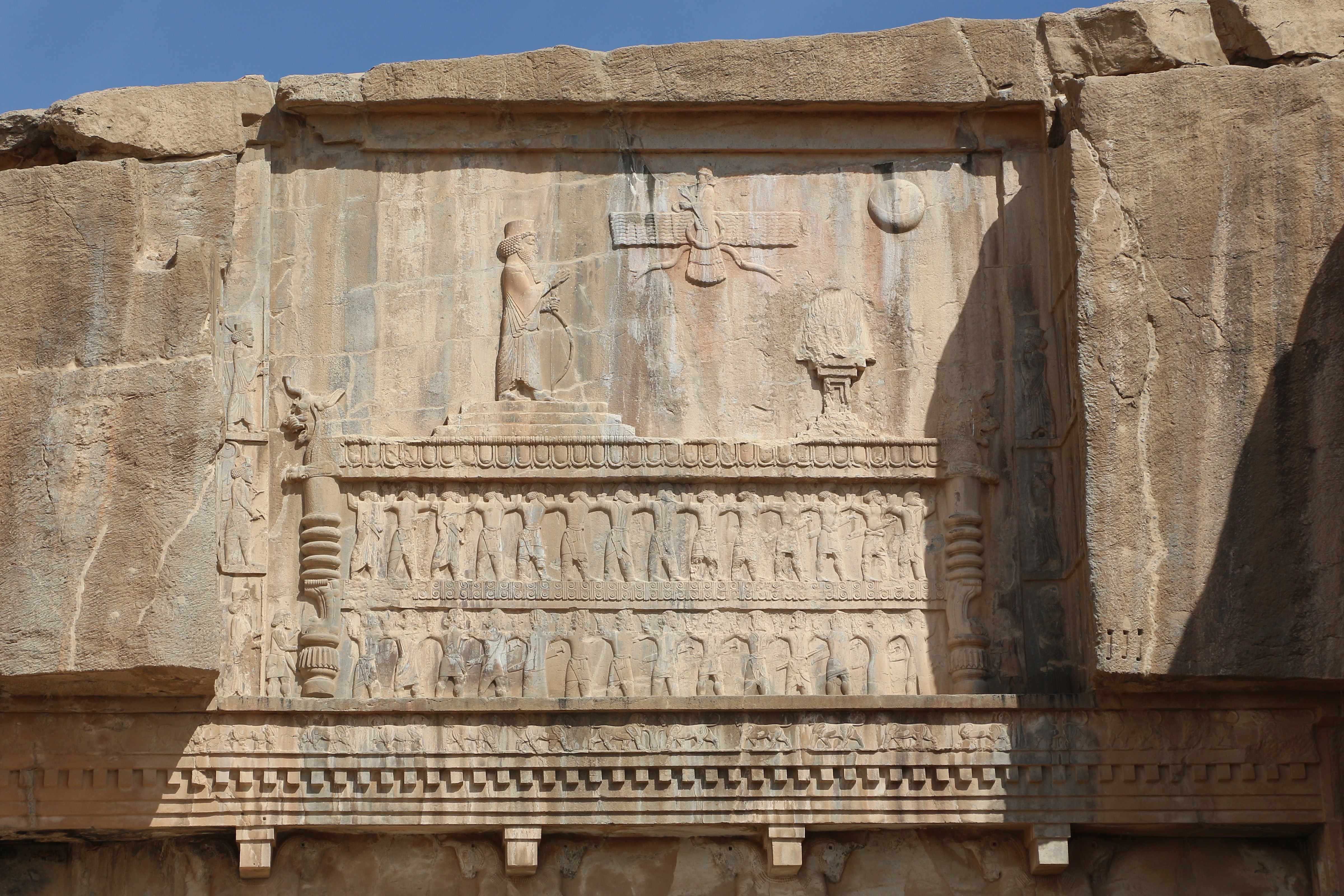
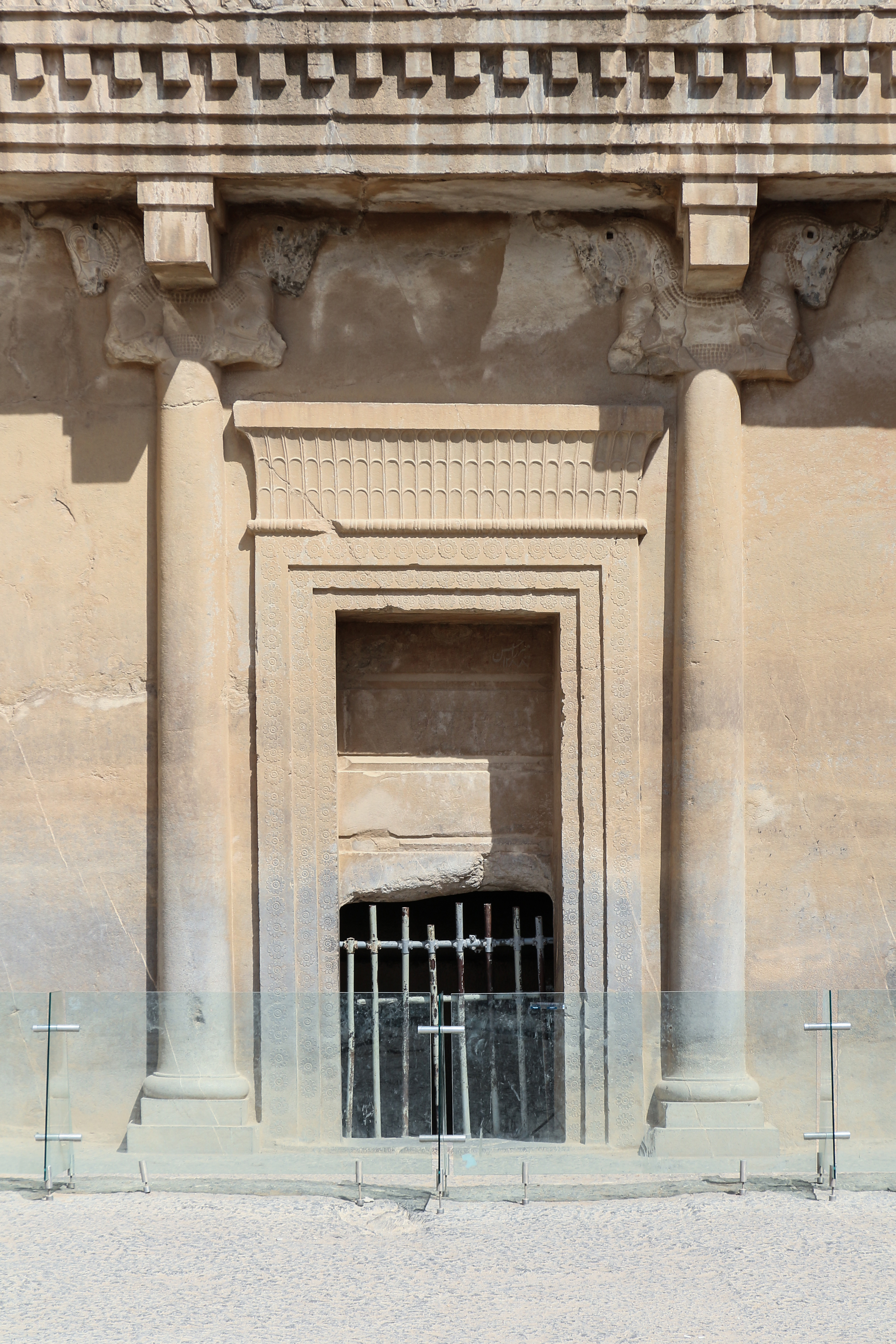
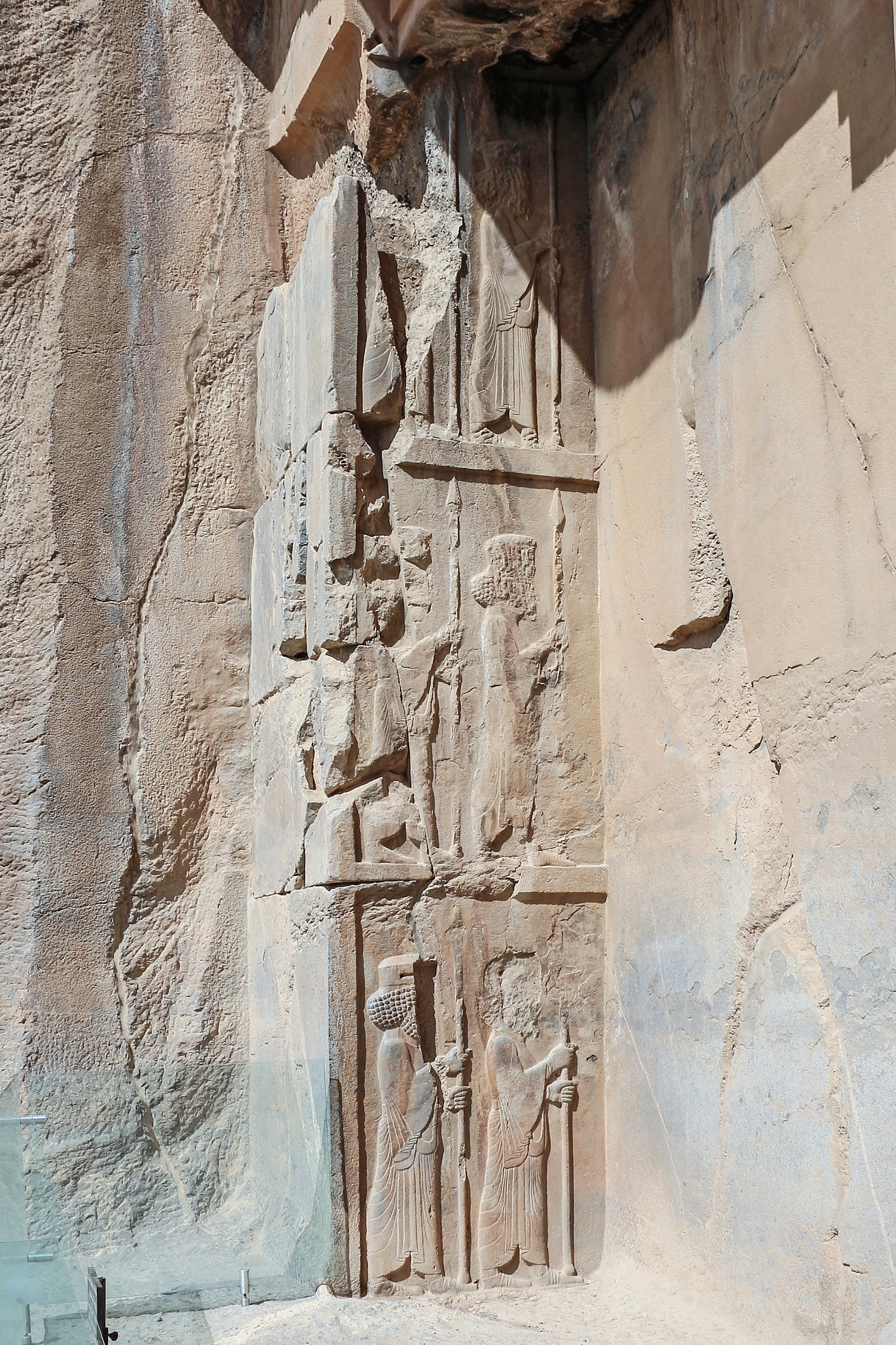